# Mayas de Chetumal (beisbol)
Los Mayas de Chetumal fue un equipo que participó en la Liga Mexicana de Béisbol con sede en Chetumal, Quintana Roo, México.

## Historia
Los Mayas tuvieron su primera y única aparición en la Liga Mexicana de Béisbol en el año de 1998, cuando la franquicia de los Petroleros de Poza Rica se mudó a la ciudad. Durante su única temporada en el circuito terminaron en cuarto lugar de la zona sur con 51 ganados y 67 perdidos, solamente por encima del equipo de Piratas de Campeche. El siguiente año el equipo se mudó a la ciudad de Veracruz, Veracruz para convertirse en los Rojos del Águila de Veracruz.
En los últimos años el gobierno de Quintana Roo ha tenido contacto con los directivos de la liga para adquirir una franquicia y llevar nuevamente el mejor béisbol de verano en México a la capital del estado.

## Estadio
Los Mayas tuvieron como casa el Estadio de Béisbol Nachan Ka'an con capacidad para 5,000 espectadores.

## Jugadores

### Roster actual
Por definir.

### Jugadores destacados
- Oscar Azócar.
- Mark Whiten.

### Números retirados
Ninguno.

### Novatos del año
Ninguno.

### Campeones Individuales

#### Campeones Bateadores
| Año | Nombre  | Porcentaje |
| --- | ------- | ---------- |
| NA  | Ninguno | NA         |

#### Campeones Productores
| Año | Nombre  | Producidas |
| --- | ------- | ---------- |
| NA  | Ninguno | NA         |

#### Campeones Jonroneros
| Año | Nombre  | Jonrones |
| --- | ------- | -------- |
| NA  | Ninguno | NA       |

#### Campeones de Bases Robadas
| Año | Nombre  | Bases |
| --- | ------- | ----- |
| NA  | Ninguno | NA    |

#### Campeones de Juegos Ganados
| Año | Nombre  | Récord |
| --- | ------- | ------ |
| NA  | Ninguno | NA     |

#### Campeones de Efectividad
| Año | Nombre  | Porcentaje |
| --- | ------- | ---------- |
| NA  | Ninguno | NA         |

#### Campeones de Ponches
| Año | Nombre  | Ponches |
| --- | ------- | ------- |
| NA  | Ninguno | NA      |

#### Campeones de Juegos Salvados
| Año | Nombre  | Juegos |
| --- | ------- | ------ |
| NA  | Ninguno | NA     |